# (10044) Squyres
(10044) Squyres (1985 RU) – planetoida z pasa głównego asteroid okrążająca Słońce w ciągu 4,11 lat w średniej odległości 2,56 j.a. Odkryta 15 września 1985 roku.